# Joncet (Serdinyà)

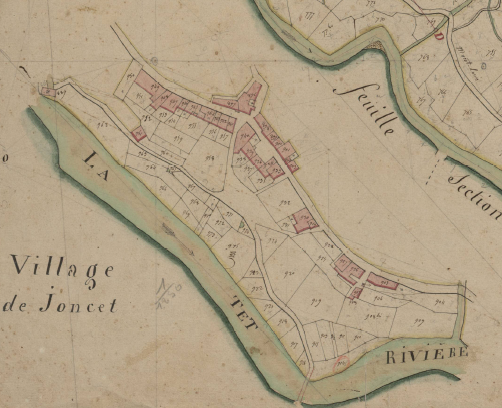
El Solà de Joncet en el Cadastre napoleònic del 1812 (Arxius Departamentals dels Pirineus Orientals)

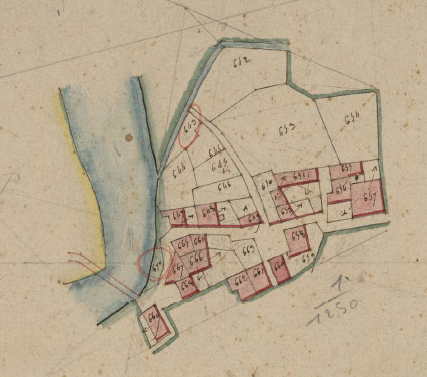
El Bac de Joncet en el Cadastre napoleònic del 1812 (ADPO)

Joncet és el segon poble de la comuna de Serdinyà, a la comarca del Conflent, de la Catalunya del Nord. Segons Joan Becat, la comuna de Serdinyà s'hauria d'anomenar Serdinyà i Joncet.
Es troba a banda i banda de la Tet, entre la Bastida d'Oleta i Serdinyà. El poble té estació de tren del tren groc (Estació de Joncet). A cada riba de la Tet hi ha un dels dos barris que formen el poble: a l'esquerra, el Solà de Joncet; a la dreta, el Bac de Joncet.
En el Bac de Joncet hi ha l'església de Sant Joan Baptista de Joncet, sufragània de la de Sant Cosme i Sant Damià de Serdinyà.